# 松平輝実
松平 輝実（まつだいら てるざね）は、江戸時代後期の上野国高崎藩の世嗣。官位は豊前守。

## 略歴
5代藩主・松平輝延の次男として誕生。正室は松浦清の娘。
兄・輝茂が早世したため、代わって嫡子となる。しかし、家督相続前の文政5年（1822年）、兄同様に早世した。
代わって弟・輝承が嫡子となった。